# Stefan Litauer

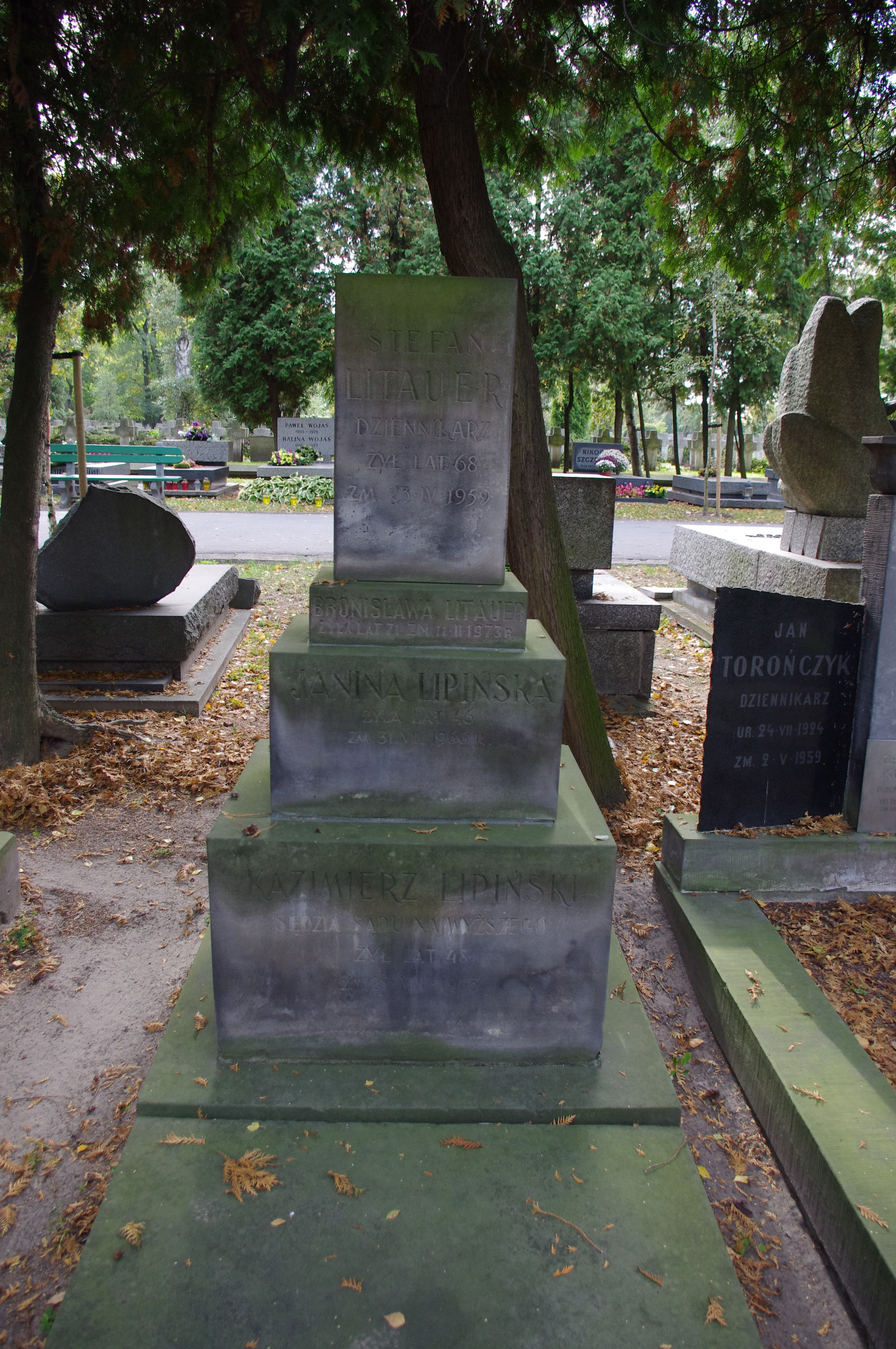
Grób Stefana Litauera na cmentarzu Wojskowym na Powązkach w Warszawie

Stefan Litauer  (ur. 31 maja 1892 w Łodzi, zm. 23 kwietnia 1959 w Londynie) – polski dziennikarz. radca prasowy Ministerstwa Spraw Zagranicznych, dyrektor Polskiej Agencji Telegraficznej.  Współpracownik (prawdopodobny) wywiadu sowieckiego. 

## Życiorys
Syn Izydora (1857–194) i Emilii z domu Litauer (1862–1917) urodzony w Łodzi w rodzinie zamożnego żydowskiego kupca. Średnią szkołę ukończył w Berlinie, a studia z zakresu historii  i prawa odbywał na uniwersytetach w Heidelbergu, Paryżu i w Erlangen. Do 1932 radca Ministerstwa Spraw Zagranicznych do spraw prasowych i zastępca naczelnika wydziału prasowego MSZ. Po objęciu stanowiska szefa Biura Personalnego MSZ przez Wiktora Drymmera zwolniony ze stanowiska i MSZ z uzasadnieniem dezinformowania dziennikarzy zagranicznych o polskiej polityce zagranicznej. Po wydaleniu z MSZ korespondent Polskiej Agencji Telegraficznej w Londynie, następnie do kwietnia 1944 dyrektor Agencji. Usunięty ze stanowiska przez Rząd RP na uchodźstwie za dezinformację i działanie na szkodę państwa polskiego. Przewodniczący londyńskiego Foreign Press Association. Wrócił do kraju w 1945. Podjął pracę w MSZ na różnych stanowiskach. Od 1949 pracował m.in. w PISM, a także wykładał w Studium Dziennikarstwa Akademii Nauk Politycznych. Po 1956 był korespondentem Polskiego Radia w Londynie. Był członkiem Wielkiego Wschodu Francji.
Zmarł na zawał serca w windzie w Izbie Gmin w Londynie, gdzie pracował jako korespondent „Życia Warszawy”. Pochowany na cmentarzu Wojskowym na Powązkach w Warszawie (kwatera B2-13-10)

## Wybrane publikacje
- Zmierzch „Londynu”, Warszawa: „Czytelnik” 1945.
- Dobrzy Niemcy w czasie drugiej wojny światowej, Warszawa: „Reflektorem po Świecie” dr. 1948.

## Odznaczenia
- Krzyż Oficerski Orderu Odrodzenia Polski (1954)[5]